# Albuca unifoliata
Albuca unifoliata är en sparrisväxtart som beskrevs av Gordon Douglas Rowley. Albuca unifoliata ingår i släktet Albuca och familjen sparrisväxter. Inga underarter finns listade i Catalogue of Life.